# Bouteloua uniflora
Bouteloua uniflora är en gräsart som beskrevs av George Vasey. Bouteloua uniflora ingår i släktet Bouteloua och familjen gräs. Inga underarter finns listade i Catalogue of Life.